# نجلاء العوضي
نجلاء فيصل العوضي عضو سابق المجلس الوطني الإتحادي لدولة الإمارات العربية المتحدة ورائدة إعلامية متميزة في الشرق الأوسط. تعتبر العوضي واحدة من أوائل النساء في تاريخ دولة الإمارات العربية المتحدة التي أصبحت عضوًا في برلمان الإمارات العربية المتحدة، وهي أول امرأة عربية تشغل منصب رئيس تنفيذي في مؤسسة إعلامية تديرها الدولة.

## حياتها
تخرجت في كلية كنيدي للعلوم الحكومية بجامعة هارفارد.
خلال فترة ولاية نجلاء العوضي والتي دامت أربع سنوات، عملت في لجنة التعليم والشباب والإعلام والثقافة. وكذلك لجنة التوجيه البرلمانية التي أنشئت لوضع خطة لتحديث ممارسات البرلمان والفعالية الشاملة. كما عملت من قبل في الشؤون الخارجية والتخطيط والبترول والثروة المعدنية والزراعة ولجان مصائد الأسماك.
كما شغلت نجلاء العوضي منصب الرئيس التنفيذي في مؤسسة دبي للإعلام في عام 2011، تم اختيارها كواحدة من أكثر 500 من المسلمين الأكثر تأثيراً من قبل مركز الدراسات الإستراتيجية الإسلامية الملكية في الأردن. وهي عضو في القيادات العالمية الشابة للمنتدى الاقتصادي العالمي، كما أنها عضو في مجالس الأجندة العالمية للمنتدى الاقتصادي العالمي. بالإضافة إلى ذلك، كانت نجلاء العوضي تشغل منصب رئيس المجلس الإقليمي للقادة العرب الشباب (YAL). وقبل ذلك، كانت أيضًا عضوًا بالمجلس الاستشاري لمركز الدبلوماسية العامة بجامعة جنوب كاليفورنيا، وعضو مجلس إدارة في فرع المجلس الإقليمي للقادة العرب الشباب بالإمارات، وترأس مبادرة التعليم التي تسعى إلى توفير فرص التعليم العالي للمواطنين الإماراتيين الموهوبين.
منذ عام 2007، كانت نجلاء العوضي كاتبة عمود منتظم في الصحف المحلية في الإمارات العربية المتحدة. تتناولت مقالاتها مجموعة من الموضوعات الاجتماعية والاقتصادية، بما في ذلك حقوق المرأة والديمقراطية والعدالة الاجتماعية والمناظير الثقافية وتحديات التعليم في جميع أنحاء الشرق.